# Cantonul Isigny-sur-Mer
Cantonul Isigny-sur-Mer este un canton din arondismentul Bayeux, departamentul Calvados, regiunea Basse-Normandie, Franța.

## Comune
| Comune                   | Populație (1999) | Cod poștal | Cod INSEE |
| ------------------------ | ---------------- | ---------- | --------- |
| Asnières-en-Bessin       | ...              | 14710      | 14023     |
| La Cambe                 | ...              | 14230      | 14124     |
| Canchy                   | ...              | 14230      | 14132     |
| Cardonville              | ...              | 14230      | 14136     |
| Cartigny-l'Épinay        | ...              | 14330      | 14138     |
| Castilly                 | ...              | 14330      | 14142     |
| Cricqueville-en-Bessin   | ...              | 14450      | 14204     |
| Deux-Jumeaux             | ...              | 14230      | 14224     |
| Englesqueville-la-Percée | ...              | 14710      | 14239     |
| La Folie                 | ...              | 14710      | 14272     |
| Géfosse-Fontenay         | ...              | 14230      | 14298     |
| Grandcamp-Maisy          | ...              | 14450      | 14312     |
| Isigny-sur-Mer           | ...              | 14230      | 14342     |
| Lison                    | ...              | 14330      | 14367     |
| Longueville              | ...              | 14230      | 14378     |
| Monfréville              | ...              | 14230      | 14439     |
| Neuilly-la-Forêt         | ...              | 14230      | 14462     |
| Osmanville               | ...              | 14230      | 14480     |
| Les Oubeaux              | ...              | 14230      | 14481     |
| Saint-Germain-du-Pert    | ...              | 14230      | 14586     |
| Saint-Marcouf            | ...              | 14330      | 14613     |
| Sainte-Marguerite-d'Elle | ...              | 14330      | 14614     |
| Saint-Pierre-du-Mont     | ...              | 14450      | 14652     |
| Vouilly                  | ...              | 14230      | 14763     |